# 유튜브의 역사

유튜브 로고

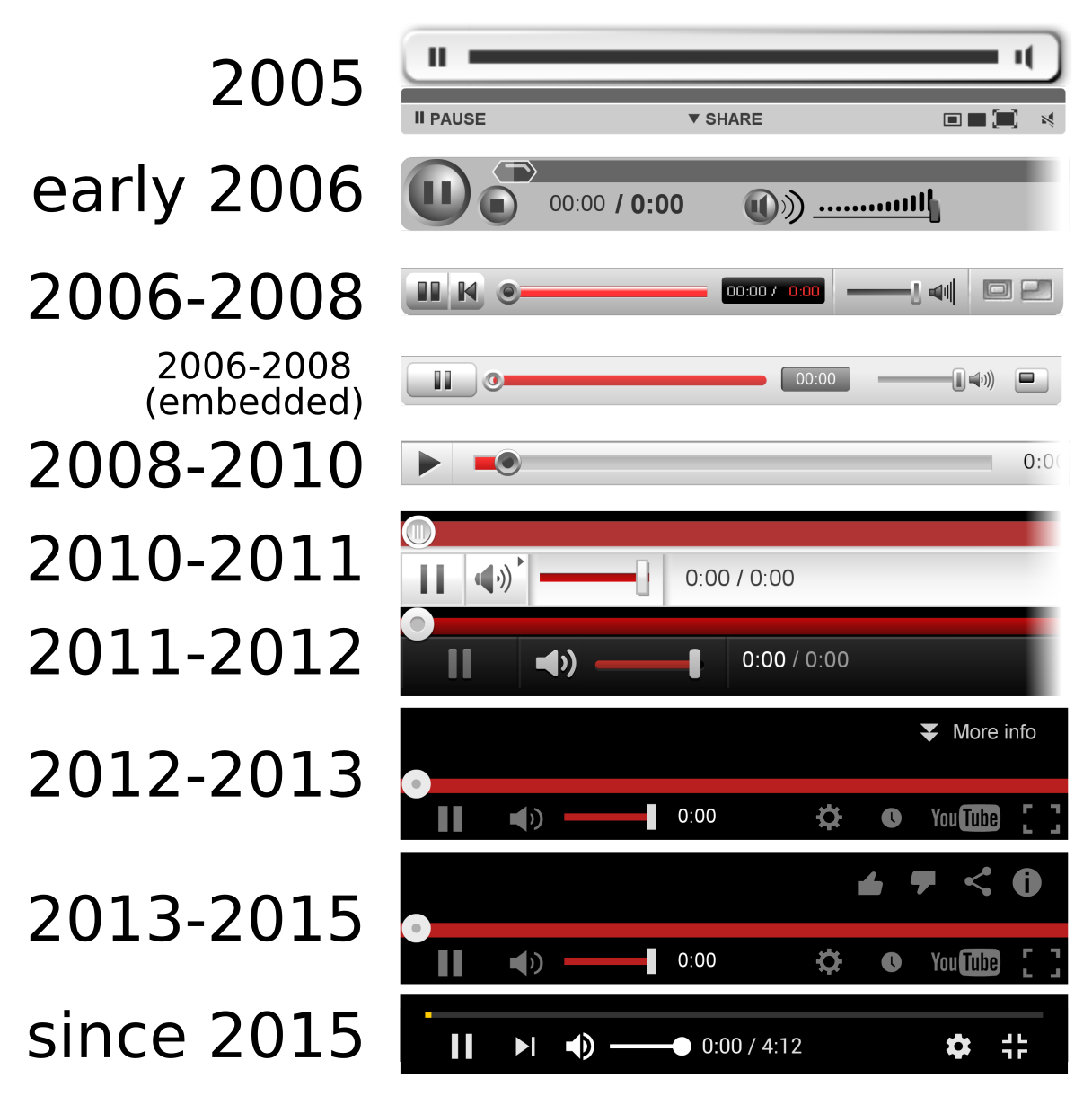
유튜브 영상 플레이어의 대략적인 디자인 변천사. 각각의 레이아웃은 임베드 변수에 따라 달라질 수 있다는 점에 유의.

유튜브는 미국의 온라인 영상 공유 플랫폼으로 캘리포니아주 샌브루노에 본사를 두고 있다. 2005년 2월 페이팔 출신의 채드 헐리, 스티브 첸, 자베드 카림이 창업하였으며, 2006년 11월 구글이 16억 5000만 달러에 인수하였으며 현재까지 구글의 자회사로 남아 운영되고 있다.
유튜브는 유저들이 영상을 업로드해서 자유롭게 감상하는 서비스를 기반으로, 좋아요와 싫어요 버튼, 공유하기 기능, 플레이리스트 추가 기능, 리포트 기능, 영상 댓글 기능, 구독 기능을 갖추고 있다. 유튜브의 기반이 되는 바탕으로 '내 손으로 방송하자' (Broadcast Yourself)라는 수년간의 슬로건은 물론, 유저 프로필의 명칭을 '채널'로 설정함으로서, VOD의 영역을 대폭 확대시켜 누구나 텔레비전 방송처럼 개인 방송을 운영할 수 있도록 만들었다.
유튜브는 광범위한 유저 제작 영상과 기업 매체 영상을 제공하고 있다. 유튜브에서 볼 수 있는 콘텐츠로는 비디오 클립, TV 프로그램 클립, 뮤직 비디오, 단편 영화, 다큐멘터리 영화, 음성 녹음본, 영화 예고편, 라이브 스트리밍, 브이로그, 단편 오리지널 영상, 교육 영상 등이다.
2017년 2월 기준으로 유튜브에서 매 1분마다 업로드되는 동영상 콘텐츠의 양은 약 400시간 이상에 달하며, 하루 동안 유저들이 동영상을 보는 시간은 모두 합쳐서 10억 시간에 달한다. 2019년 5월 통계에서는 업로드되는 콘텐츠의 양이 1분당 약 500시간으로 집계되었다. 또 2020년 10월 알렉사 인터넷에서 집계한 자료에 따르면, 유튜브는 구글의 뒤를 이어 전세계에서 두번째로 가장 많이 찾는 웹사이트에 올라 있다. 이와 함께 분기별 광고 수익 보고서에 따르면 유튜브가 벌어들이는 연간 수익은 150억 달러에 달하는 것으로 조사된다.
한편 유튜브는 운영 면에서 여러 가지 비판에 직면해 오기도 하였는데, 영상 업로드 과정에서 불거지는 저작권 문제 대처, 음모론이나 가짜뉴스가 포함된 영상을 띄워 고착화시키는 영상 추천 알고리즘, 어린이용 동영상을 빌미로 유명 캐릭터를 악용하여 폭력, 음란성 자극적인 콘텐츠를 다루는 채널의 출현 사건, 영상 댓글란을 악용해 아동성애 활동을 촉발시키는 유저에 대한 대처, 광고로 수익화할 수 있는 콘텐츠 유형에 대한 정책 변동 문제 등이 대표적이었다.
| 2005 | 7월 - 동영상 HTML 임베드 기능, 인기 동영상 페이지 추가                         |
| 2005 | 8월 - 별점 5점 평가제도 추가                                                   |
| 2005 | 10월 - 플레이리스트, 풀스크린, 설명란 기능 추가                                |
| 2006 | 1월 - 그룹 기능 추가                                                           |
| 2006 | 2월 - 개인 프로필 기능 추가                                                    |
| 2006 | 3월 - 10분 영상 제한                                                           |
| 2006 | 4월 - 디렉터 기능 추가                                                         |
| 2006 | 5월 - 영상 답글, 모바일 업로드 기능 추가                                       |
| 2006 | 6월 - 개인 프로필 기능 강화, 시청 기록 추가                                    |
| 2007 | 6월 - 다국어판 추가, RTSP 스트리밍을 이용한 모바일 웹 프론트엔드               |
| 2008 | 3월 - 480p 화질 지원 개시, 영상 분석 툴 추가                                   |
| 2008 | 5월 - 주석 달기 기능 추가                                                      |
| 2008 | 12월 - 오디오스왑 추가                                                         |
| 2009 | 1월 - 구글 비디오의 영상 업로드 기능 중단                                      |
| 2009 | 6월 - TV 지원용 '유튜브 Xl' 프론트엔드 출범                                    |
| 2009 | 7월 - 720p 화질, 3D 영상 지원 개시                                             |
| 2009 | 11월 - 1080p 화질 추가                                                         |
| 2009 | 12월 - 자동 음성인식 기능 추가, 베보 출범                                      |
| 2010 | 3월 - 좋아요 / 싫어요 평가제도 전환                                            |
| 2010 | 7월 - 4K 화질 지원 개시                                                        |
| 2010 | 12월 - 그룹 기능 제거                                                          |
| 2011 | 4월 - 라이브 스트리밍 지원 시작                                                |
| 2011 | 11월 - 유튜브 애널리스틱스 기능 추가, 영화 대여 서비스 출범                    |
| 2012 | 3월 - 영상 바 미리보기 띄움 기능 추가                                          |
| 2012 | 6월 - 구글 비디오와 병합                                                       |
| 2013 | 3월~6월 - '원' (One) 채널 레이아웃으로 전환                                    |
| 2013 | 9월 - 영상 답글 기능 제거                                                      |
| 2013 | 9월~11월 - 댓글 기능의 구글 플러스 이식                                        |
| 2014 | 10월 - 60fps 영상 지원 개시                                                    |
| 2015 | 3월 - 360° 영상 지원 개시                                                      |
| 2015 | 6월 - 8k 화질 지원 개시                                                        |
| 2015 | 11월 - 유튜브 레드 출범                                                        |
| 2016 | 2월 - 유튜브 구독 서비스 개시                                                  |
| 2016 | 4월 - 360° 영상, 1440p 화질 라이브 스트리밍 기능 추가                          |
| 2017 | 2월 - 유튜브 TV 출범                                                           |
| 2017 | 3월 - 영상 주석 편집 기능 제거                                                 |
| 2017 | 8월 - 로고 교체, (사전 설정시) PC 버전 화면 디자인이 '폴리머' (polymer)로 대체 |
| 2017 | 9월 - 비디오 에디터 기능 중단                                                  |
| 2018 | 6월 - 유튜브 프리미어 도입                                                     |
| 2019 | 1월 - 주석 기능과 오토셰어 기능 제거                                           |
| 2019 | 9월 - 구독자수 보이기를 3자리로 압축 (예: 구독자 OOO만명)                      |
| 2020 | 옛 화면 디자인으로 볼 수 있는 옵션 제거 ("disable_polymer")                    |
| 2020 | 옛 크리에이터 스튜디오 기능 제거                                               |
| 2020 | 8월 - 업로드시 이메일 자동 알림 기능 제거                                      |
| 2021 | 7월 - 2017년 이전에 업로드된 일부 공개 비디오의 비공개 비디오 전환             |
| 2021 | 11월 - 영상 싫어요수 보이기 제거                                               |

## 설립과 성장

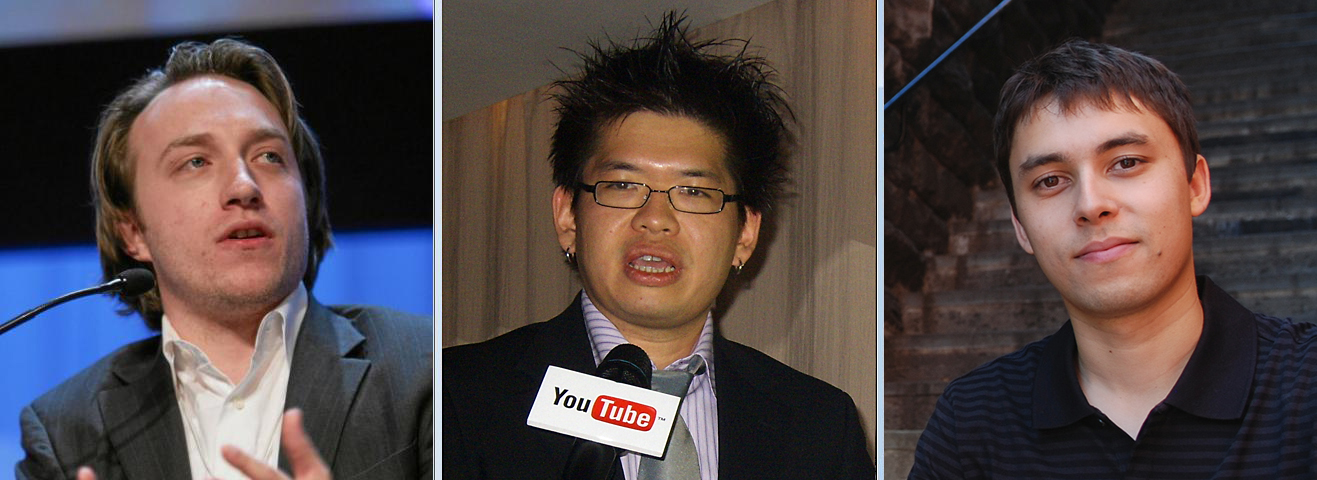
유튜브의 설립자. 채드 헐리, 스티브 첸, 자베드 카림.

### 유래
유튜브는 페이팔에서 직원으로 근무하던 채드 헐리, 스티브 첸, 자베드 카림이 설립하였다. 페이팔에 입사하기 전, 채드 헐리는 펜실베이니아 주립 인디애나 대학교에서 디자인을, 첸과 카림은 일리노이 대학교 어배너-섐페인에서 컴퓨터공학을 전공했다. 이들은 2005년 2월 캘리포니아주 샌매테오의 피자 가게와 일식집 윗층에 유튜브의 첫 사무실을 꾸렸다.
2005년 2월 14일 'YouTube.com'이란 도메인 주소가 열렸으며, 4월 23일에는 비디오 업로드 기능이 처음으로 활성화되었다. 당시 사이트 이름은 'Tune In, Hook Up'으로 세 사람이 스스로 생각한 아이디어였다. 초창기 사이트 컨셉은 온라인 데이팅 서비스였으며, 결과적으로 실패하였지만 비디오와 업로드 플랫폼은 예외로 남게 되었다.

### 영상 공유 서비스로의 전환
2004년 미국에서는 제38회 슈퍼볼 경기 하프타임 시간에 펼쳐진 저스틴 팀버레이크와 자넷 잭슨의 공연에서, 잭슨의 가슴 가리개를 뜯어내는 연출이 전국민이 보는 생방송에 노출되어버린 사고로 인한, 이른바 니플게이트 논란이 있었다. 하지만 정작 이 사건에 대한 영상을 인터넷 그 어디서도 찾을 수 없었던 세 사람은, 영상을 공유할 수 있는 온라인 플랫폼이 없다는 문제를 깨닫고, 최초의 대규모 비디오 공유 플랫폼이 되기 위한 웹사이트 개편에 나섰다. 이들이 생각한 새로운 창업 아이디어는 표준 웹 브라우저와 최신 인터넷 속도를 바탕으로, 컴퓨터를 잘 다루지 못하는 사람들에게 스트리밍 비디오를 배포하고, 업로드하고, 볼 수 있도록 해주는 간편한 인터페이스를 제공한다는 것이었다. 최종적으로 2000년대 초를 살아가는 새로운 인터넷 이용자들에게 스트레스를 안기지 않을 정도로 쓰기 쉬운 비디오 스트리밍 플랫폼을 제작한다는 계획이었다.
이 시점에서 유튜브에 올라온 최초의 동영상으로 'Me at the zoo' (동물원에 간 나)라는 영상이 존재한다. 2005년 4월 23일에 업로드된 이 영상은 유튜브 공동설립자인 자베드 카림이 샌디에이고 동물원을 배경으로 시험 삼아 찍은 영상이며, 아직까지도 삭제되지 않고 남아서 1억 2000만 조회수와 좋아요 500만 개를 기록하고 있다.
사이트 개편 과정에서 헐리는 자신의 디자인 실력을 발휘해 유튜브의 로고를 만들고 레이아웃을 설계하는 등, 웹사이트의 외형을 고민하는 쪽을 맡았다. 그렇게 설계된 웹사이트를 첸이 실제로 돌아가도록 만들고, 업로드와 재생 기능에 문제가 발생하지 않도록 살피는 역할을 맡았다. 카림은 프로그래머로서 첫 웹사이트가 제대로 구성될 수 있도록 디자인과 프로그래밍 양쪽 모두를 살피는 일을 맡았다. 2005년 6월에는 유튜브의 슬로건을 'Your Digital Video Repository' (당신의 디지털 영상 저장소)로 정했다.

### 운영과 성장
유튜브는 차고를 임시 사무실 삼아 시작하는, 일종의 엔젤 투자 기업으로 첫발을 내딛었다. 2005년 11월 벤처기업 시쿼이아 캐피털에서 유튜브에 350만 달러를 우선 투자하고,롤로프 보타 사 (시쿼이아의 파트너 기업이자 전 페이팔 CFO)도 유튜브 이사회에 합류하게 되었다. 2006년 4월, 시쿼이아와 아티스 캐피털 매니지먼트는 유튜브에 800만 달러를 추가로 투자하여, 유튜브는 서비스 개시 몇 달만에 엄청난 성장을 맛보게 되었다.
2005년 12월에는 대대적인 첫 기능 업데이트가 실시되었다. 댓글을 단 사람의 영상 업로드수, 좋아요수, 친구수가 댓글란에 직접 표시되도록 하였으며, 영상의 외부 링크, 추천 영상의 댓글수, 영상 리스트 검색 결과와 채널 페이지의 순위표를 새로 추가하였다. 이와 함께 "Broadcast yourself. Watch and Share your videos worldwide!" (→내 손으로 방송하자. 당신의 비디오를 전세계에 공유하고 감상하세요!)라는 새로운 슬로건도 선보였는데, 이는 나중에 "Broadcast yourself"로 짤막하게 바뀌었다. 지금 시점에서는 이 당시 추가된 기능들이 대부분 제거된 상태이지만, 내 시청기록을 각 비디오가 링크로 걸린 플레이리스트로 표시되는 것은 여전히 남아있는 상태다.
2005년 5월 베타서비스를 개시할 당시 유튜브는 한달에 약 3만 명의 트래픽을 기록하였으나, 출범 6개월을 맞이한 시점에서는 하루에 200만 명 이상이 방문하는 웹사이트로 발돋움하였다. 2006년 3월에는 유튜브에 올려진 영상 개수가 총 2500만 건을 넘었으며, 하루에 2만 개의 업로드가 이뤄지는 수준으로 성장하였다. 2006년 여름이 되면 유튜브는 하루 업로드수가 6만 5000건을 넘기며, 인터넷에서 가장 빠르게 성장하는 웹사이트로 꼽히게 되었다. 6월에 미국의 방송사 NBC와 마케팅, 광고 파트너십을 체결하게 된 유튜브는 7월 들어 하루에 약 100만 건의 영상 시청이 이뤄지는 것으로 집계되는 거대 사이트가 되어 있었다.
하지만 이런 성장 속에는 어려움도 있었다. 급격한 성장으로 불어난 유저수는 곧 유튜브가 그에 걸맞는 기술적인 소통을 통해 계속해서 유지해야 한다는 뜻이기도 했다. 유튜브 측은 서버 장비와 브로드밴드 인터넷 접속량을 계속해서 도입해 나가며 유입을 뒷받침했다. 점차 증가하는 저작권 위반 문제와 광고화 수단 부족 문제 역시, 유튜브로 하여금 훗날 자체 비디오 서비스를 운영하다 실패를 맛본 구글 측에 위탁하는 원인으로 작용하게 되었다.
2006년 한 해 유튜브는 알렉사 통계에서 5번째로 가장 많이 찾는 웹사이트로 조사되었으며, 성장률로 따지면 마이스페이스를 한참 능가하고 있었다. 닐슨/넷레이팅의 조사에서는 매달 평균 약 2000만 명이 방문하는 것으로 집계되었으며, 유저 성비는 여자 44%, 남자 56%로 조사됐다. 연령대로는 12세~17세가 1위를 차지했다. 온라인 시장에서 유튜브가 차지하는 비중도 상당하여, Hitwise.com의 조사에 따르면 유튜브는 영국 온라인 비디오 시장의 64%를 차지하는 것으로 나타났다.

## 구글의 인수
2006년 2월 유튜브 최초의 광고가 게시되었다. 유튜브 자체 권한으로 게시되는 참여형 영상 광고의 형태로서, 광고를 클릭하면 독점 콘텐츠를 볼 수 있는 기회를 제공하는 방식이었다. 그 첫번째 대상은 폭스에서 방영되는 드라마 《프리즌 브레이크》의 광고였으며, 패리스 힐튼 채널의 영상에 단독으로 노출되었다. 해당 채널은 워너 브라더스 레코드에서 운영을 맡았으며, 유튜브 최초의 브랜드 채널이기도 했다.
참여형 영상 광고는 지금처럼 플랫폼 전체에 한번 광고하는 것이 아니라, 특정 채널에서 특정 프로모션을 링크하도록 만들어진 것이었다. 이 같은 광고 방식을 도입한 뒤 2006년 8월 유튜브의 CEO 채드 헐리는 "우리는 사람들이 콘텐츠를 감상하기 전에 광고를 보도록 강요하는 것보다 더 나은 방법으로 브랜드에 관여할 수 있다고 생각한다. 인터넷 상의 아무에게나 그런 경험에 만족하냐고 물어보라. 아마 그렇지 않다고 대답할 것이다"라는 말을 남겼다. 당시로선 광고 영역을 확대하여 모든 유저에게 광고를 노출하는 것이 유저 친화적이지 못하다고 여겼던 셈이다. 하지만 유튜브는 2007년 8월부터 영상 내 일반 광고를 게시하기 시작하였고, 2008년부터는 재생 전 광고가 도입되어 지금의 모습으로 바뀌었다.
2006년 10월 9일, 미국의 검색 엔진 기업 구글이 16억 5000달러 규모의 주식을 매입하여 유튜브를 인수할 것이라는 소식이 발표되었다. 11월 13일에는 주식 교환이 완료되어 완전한 구글의 자회사가 되었다. 당시까지 기록한 구글의 역대 인수 건 중에서 두번째로 가장 큰 규모였다. 구글의 유튜브 인수는 유튜브가 세계적인 미디어 강자로 부상하는 데 박차를 가하면서, 웬만한 TV 방송국이나 기타 미디어 시장을 넘어서는 수십억 달러 규모의 사업을 창출하는 동시에, 많은 유튜버들에게 성공을 불러일으키는 계기가 되었다. 실제로 2018년 기준 유튜브의 총매출액은 150억 달러를 기록하여 미국 내 주요 TV 방송국 (NBC 총매출액 70억 달러)보다 두 배 이상 많은 가치를 창출해 내는 것으로 집계되기도 했다. 한편 구글의 인수 협의는 유튜브가 저작권 침해 소송을 방지하기 위한 각계 미디어 기업과의 3가지 합의안을 제시한 데 따른 것이기도 하였다. 유튜브는 구글 인수 후에도 독립적으로 운영을 계속하며, 공동창업자와 사원 68명은 구글 내에서 근무를 이어나가게 되는 것으로 계획이 세워졌다. 구글의 인수 이후 때마침 유행한 바이럴 비디오도 유튜브의 주요 성장 원동력이 되었는데 그 중에는 Evolution of Dance, Charlie Bit My Finger, David After the Dentist 등이 있었다.
2006년 말 미국의 〈타임〉지는 올해의 인물로 '당신' (You)을 선정하고, 거울이 덧씌워진 유튜브 화면을 표지로 실었다. 올해의 인물 선정과 함께 타임지는 유튜브를 비롯한 UCC 미디어를 다루고, 유튜브의 창업자와 함께 컨텐츠 크리에이터도 몇 명 소개하는 특집 기사를 냈다. 《월스트리트 저널》과 《뉴욕 타임스》 역시 유튜브에 게시되는 콘텐츠를 리뷰하고, 사내 소통과 사원모집에 끼친 영향을 특히 높이 평가했다. 〈PC 월드 매거진〉 역시 유튜브를 2006년 최고의 상품 10위 중 9위로 선정하였다. 2007년에는 〈스포츠 일러스트레이티드〉와 〈다임 매거진〉이 유튜브에 올려진 농구 하이라이트 영상인 'The Ultimate Pistol Pete Maravich MIX'을 특집기사로 리뷰하며 긍정적인 평을 보내기도 했다.
2007년 2월 7일에는 구글 측의 미 증권거래위 (SEC) 인수 신고로 유튜브 투자자들의 수익내역이 공개되었다. 2010년 창업자 채드 헐리의 수익이 3억 9500만 달러, 스티븐 첸의 수익이 3억 2600만 달러로 드러났다.

## 로고 변천사

2005년 4월
2006년 10월
2011년 12월 1일
2013년 12월 9일
2015년 10월 17일
2017년 8월 29일
2024년 6월

## 지역판 서비스
2007년 6월 19일 구글의 에릭 슈미트 CEO는 프랑스 파리에서 유튜브의 각 국가별 서비스, 즉 지역별 페이지를 출범 개시한다고 밝혔다. 이에 따라 유튜브의 인터페이스가 전세계 공통 서비스에 머무르던 것을 넘어서, 전세계 108개국과 1지역에 해당되는 개별 서비스를 개시하게 되었다.
각 지역판 서비스 개시일자는 다음과 같다.
|                       |                                                                                              |                  |                                      |  |
| 국가                  | 언어                                                                                         | 개시일           | 비고                                 |  |
| 미국 (전세계판)       | 영어                                                                                         | 2005년 2월 14일  | 첫 지역판                            |  |
| 브라질                | 포르투갈어                                                                                   | 2007년 6월 19일  | 첫 해외 지역판, 첫 라틴아메리카 국가 |  |
| 프랑스                | 프랑스어, 바스크어                                                                           | 2007년 6월 19일  | 첫 유럽 국가, 첫 유럽 연합 국가      |  |
| 아일랜드              | 영어                                                                                         | 2007년 6월 19일  |                                      |  |
| 이탈리아              | 이탈리아어                                                                                   | 2007년 6월 19일  |                                      |  |
| 일본                  | 일본어                                                                                       | 2007년 6월 19일  | 첫 아시아 국가                       |  |
| 네덜란드              | 네덜란드어                                                                                   | 2007년 6월 19일  |                                      |  |
| 폴란드                | 폴란드어                                                                                     | 2007년 6월 19일  |                                      |  |
| 스페인                | 스페인어, 갈리시아어, 카탈루냐어, 바스크어                                                   | 2007년 6월 19일  |                                      |  |
| 영국                  | 영어                                                                                         | 2007년 6월 19일  |                                      |  |
| 멕시코                | 스페인어                                                                                     | 2007년 10월 11일 |                                      |  |
| 홍콩                  | 중국어 (번체자), 영어                                                                        | 2007년 10월 17일 | 중국 본토에서는 막혀 있음            |  |
| 중화민국              | 중국어 (번체자)                                                                              | 2007년 10월 18일 |                                      |  |
| 오스트레일리아        | 영어                                                                                         | 2007년 10월 22일 |                                      |  |
| 뉴질랜드              | 영어                                                                                         | 2007년 10월 22일 |                                      |  |
| 캐나다                | 영어, 프랑스어                                                                               | 2007년 11월 6일  |                                      |  |
| 독일                  | 독일어                                                                                       | 2007년 11월 8일  |                                      |  |
| 러시아                | 러시아어                                                                                     | 2007년 11월 13일 |                                      |  |
| 대한민국              | 한국어                                                                                       | 2008년 1월 23일  | 아시아 4번째 국가                    |  |
| 인도                  | 힌디어, 벵골어, 영어, 구자라트어, 칸나다어, 말라얄람어, 마라티어, 타밀어, 텔루구어, 우르두어 | 2008년 5월 7일   |                                      |  |
| 이스라엘              | 히브리어                                                                                     | 2008년 9월 16일  | 첫 중동 국가                         |  |
| 체코                  | 체코어                                                                                       | 2008년 10월 9일  |                                      |  |
| 스웨덴                | 스웨덴어                                                                                     | 2008년 10월 22일 | 첫 스칸디나비아 국가                 |  |
| 남아프리카 공화국     | 아프리칸스어, 줄루어, 영어                                                                   | 2010년 5월 17일  | 첫 아프리카 국가                     |  |
| 아르헨티나            | 스페인어                                                                                     | 2010년 9월 8일   |                                      |  |
| 알제리                | 프랑스어, 아랍어                                                                             | 2011년 3월 9일   | 첫 아랍 국가                         |  |
| 이집트                | 아랍어                                                                                       | 2011년 3월 9일   |                                      |  |
| 요르단                | 아랍어                                                                                       | 2011년 3월 9일   |                                      |  |
| 모로코                | 아랍어, 프랑스어                                                                             | 2011년 3월 9일   |                                      |  |
| 사우디아라비아        | 아랍어                                                                                       | 2011년 3월 9일   |                                      |  |
| 튀니지                | 아랍어, 프랑스어                                                                             | 2011년 3월 9일   |                                      |  |
| 예멘                  | 아랍어                                                                                       | 2011년 3월 9일   |                                      |  |
| 케냐                  | 스와힐리어, 영어                                                                             | 2011년 11월 1일  |                                      |  |
| 필리핀                | 필리핀어, 영어                                                                               | 2011년 10월 13일 | 첫 동남아 국가                       |  |
| 싱가포르              | 영어, 말레이어, 중국어 (간체자), 타밀어                                                      | 2011년 10월 20일 |                                      |  |
| 벨기에                | 프랑스어, 네덜란드어, 독일어                                                                 | 2011년 11월 16일 |                                      |  |
| 콜롬비아              | 스페인어                                                                                     | 2011년 11월 30일 |                                      |  |
| 우간다                | 영어                                                                                         | 2011년 12월 2일  |                                      |  |
| 나이지리아            | 영어                                                                                         | 2011년 12월 7일  |                                      |  |
| 칠레                  | 스페인어                                                                                     | 2012년 1월 20일  |                                      |  |
| 헝가리                | 헝가리어                                                                                     | 2012년 2월 29일  |                                      |  |
| 말레이시아            | 말레이어, 영어                                                                               | 2012년 3월 22일  |                                      |  |
| 페루                  | 스페인어                                                                                     | 2012년 3월 25일  |                                      |  |
| 아랍에미리트          | 아랍어, 영어                                                                                 | 2012년 4월 1일   |                                      |  |
| 그리스                | 그리스어                                                                                     | 2012년 5월 1일   |                                      |  |
| 인도네시아            | 인도네시아어, 영어                                                                           | 2012년 5월 17일  |                                      |  |
| 가나                  | 영어                                                                                         | 2012년 6월 5일   |                                      |  |
| 세네갈                | 프랑스어, 영어                                                                               | 2012년 7월 4일   |                                      |  |
| 튀르키예              | 튀르키예어                                                                                   | 2012년 10월 1일  |                                      |  |
| 우크라이나            | 우크라이나어                                                                                 | 2012년 12월 13일 |                                      |  |
| 덴마크                | 덴마크어                                                                                     | 2013년 2월 1일   |                                      |  |
| 핀란드                | 핀란드어, 스웨덴어                                                                           | 2013년 2월 1일   |                                      |  |
| 노르웨이              | 노르웨이어                                                                                   | 2013년 2월 1일   |                                      |  |
| 스위스                | 독일어, 프랑스어, 이탈리아어                                                                 | 2013년 3월 29일  |                                      |  |
| 오스트리아            | 독일어                                                                                       | 2013년 3월 29일  |                                      |  |
| 루마니아              | 루마니아어                                                                                   | 2013년 4월 18일  |                                      |  |
| 포르투갈              | 포르투갈어                                                                                   | 2013년 4월 25일  |                                      |  |
| 슬로바키아            | 슬로바키아어                                                                                 | 2013년 4월 25일  |                                      |  |
| 바레인                | 아랍어                                                                                       | 2013년 8월 16일  | 중동 국가판 대거 서비스 개시         |  |
| 쿠웨이트              | 아랍어                                                                                       | 2013년 8월 16일  |                                      |  |
| 오만                  | 아랍어                                                                                       | 2013년 8월 16일  |                                      |  |
| 카타르                | 아랍어                                                                                       | 2013년 8월 16일  |                                      |  |
| 보스니아 헤르체고비나 | 보스니아어, 크로아티아어, 세르비아어                                                         | 2014년 3월 17일  |                                      |  |
| 불가리아              | 불가리아어                                                                                   | 2014년 3월 17일  |                                      |  |
| 크로아티아            | 크로아티아어                                                                                 | 2014년 3월 17일  |                                      |  |
| 에스토니아            | 에스토니아어                                                                                 | 2014년 3월 17일  |                                      |  |
| 라트비아              | 라트비아어                                                                                   | 2014년 3월 17일  |                                      |  |
| 리투아니아            | 리투아니아어                                                                                 | 2014년 3월 17일  | 발트 3국 지역판 서비스 개시 완료     |  |
| 북마케도니아          | 마케도니아어, 세르비아어, 튀르키예어                                                         | 2014년 3월 17일  |                                      |  |
| 몬테네그로            | 세르비아어, 크로아티아어                                                                     | 2014년 3월 17일  |                                      |  |
| 세르비아              | 세르비아어                                                                                   | 2014년 3월 17일  |                                      |  |
| 슬로베니아            | 슬로베니아어                                                                                 | 2014년 3월 17일  |                                      |  |
| 태국                  | 태국어                                                                                       | 2014년 4월 1일   |                                      |  |
| 레바논                | 아랍어                                                                                       | 2014년 5월 1일   |                                      |  |
| 푸에르토리코          | 스페인어, 영어                                                                               | 2014년 8월 23일  | 종전 스페인판, 미국판 사용 대체      |  |
| 아이슬란드            | 아이슬란드어                                                                                 | 2014년           |                                      |  |
| 룩셈부르크            | 프랑스어, 독일어                                                                             | 2014년           |                                      |  |
| 베트남                | 베트남어                                                                                     | 2014년 10월 1일  |                                      |  |
| 리비아                | 아랍어                                                                                       | 2015년 2월 1일   | 2010년 서비스 차단, 2011년 차단 해제 |  |
| 탄자니아              | 스와힐리어, 영어                                                                             | 2015년 6월 2일   |                                      |  |
| 짐바브웨              | 영어                                                                                         | 2015년 6월 2일   |                                      |  |
| 아제르바이잔          | 아제르바이잔어                                                                               | 2015년 10월 12일 | 첫 코카서스 국가                     |  |
| 벨라루스              | 러시아어, 벨라루스어                                                                         | 2015년 10월 12일 |                                      |  |
| 조지아                | 조지아어                                                                                     | 2015년 10월 12일 |                                      |  |
| 카자흐스탄            | 카자흐어                                                                                     | 2015년 10월 12일 |                                      |  |
| 이라크                | 아랍어                                                                                       | 2015년 11월 9일  |                                      |  |
| 네팔                  | 네팔어                                                                                       | 2016년 1월 12일  |                                      |  |
| 파키스탄              | 우르두어, 영어                                                                               | 2016년 1월 12일  | 2012년 서비스 차단, 2015년 해제      |  |
| 스리랑카              | 싱할라어, 타밀어                                                                             | 2016년 1월 12일  |                                      |  |
| 자메이카              | 영어                                                                                         | 2016년 8월 4일   |                                      |  |
| 몰타                  | 영어                                                                                         | 2018년 6월 24일  |                                      |  |
| 볼리비아              | 스페인어                                                                                     | 2019년 1월 30일  | 라틴아메리카 국가 대거 서비스 개시   |  |
| 코스타리카            | 스페인어                                                                                     | 2019년 1월 30일  |                                      |  |
| 에콰도르              | 스페인어                                                                                     | 2019년 1월 30일  |                                      |  |
| 엘살바도르            | 스페인어                                                                                     | 2019년 1월 30일  |                                      |  |
| 과테말라              | 스페인어                                                                                     | 2019년 1월 30일  |                                      |  |
| 온두라스              | 스페인어                                                                                     | 2019년 1월 30일  |                                      |  |
| 니카라과              | 스페인어                                                                                     | 2019년 1월 30일  |                                      |  |
| 파나마                | 스페인어                                                                                     | 2019년 1월 30일  |                                      |  |
| 우루과이              | 스페인어                                                                                     | 2019년 1월 30일  |                                      |  |
| 파라과이              | 스페인어                                                                                     | 2019년 2월 21일  |                                      |  |
| 도미니카 공화국       | 스페인어                                                                                     | 2019년 2월 21일  |                                      |  |
| 키프로스              | 그리스어, 튀르키예어                                                                         | 2019년 3월 13일  | 유럽 연합 전 국가 서비스 개시 완료   |  |
| 리히텐슈타인          | 독일어                                                                                       | 2019년 3월 13일  |                                      |  |
| 베네수엘라            | 스페인어                                                                                     | 2020년 3월 10일  |                                      |  |
| 파푸아뉴기니          | 영어                                                                                         | 2020년           |                                      |  |
| 방글라데시            | 벵골어, 영어                                                                                 | 2020년 9월 2일   |                                      |  |
| 캄보디아              | 크메르어                                                                                     | 2022년 8월       |                                      |  |
| 라오스                | 라오어                                                                                       | 2022년 8월       |                                      |  |

유튜브의 각 지역판 화면 인터페이스는 유저의 IP 주소를 기반으로 제시된다. 어떤 경우에는 "This video is not available in your country" (이 영상은 당신의 국가에서 볼 수 없습니다)라는 메시지가 표시되기도 하는데, 이는 특정국에 따라 저작권 제한이 걸려 있거나 부적합한 콘텐츠를 담고 있는 영상일 시에 나타난다. 유튜브 홈페이지의 화면 언어 설정은 총 76개 언어를 지원하며, 개중에는 암하라어, 알바니아어, 아르메니아어, 버마어, 키르기스어, 몽골어, 페르시아어, 우즈베크어 등 아직 지역판 서비스가 개시되지 않은 국가의 언어들도 존재한다.
2007년 10월 17일 홍콩판 유튜브의 서비스 개시가 발표되었다. 당시 유튜브의 스티븐 첸은 다음 대상 국가가 대만이라고 밝혔다. 10월 18일 중국 본토에서는 중화민국 국기 검열 문제로 유튜브의 접속이 차단되기 시작하였다. 유튜브 링크는 중국 자체 검색엔진인 바이두로 자동 연결 처리되었다. 이후 10월 31일 유튜브 접속 차단이 해제되었다.
2008년부터 2010년까지는 튀르키예에서도 유튜브 접속이 차단된 적이 있는데, 사유는 건국의 아버지로 추앙받는 무스타파 케말 아타튀르크를 모욕하는 영상과 이슬람교 신자들에게 불쾌할 수 있는 주제들을 다룬 일부 영상에 대해 튀르키예 사회 내에서 논란이 불거졌기 때문이다. 2012년 10월에는 튀르키예판 유튜브가 서비스를 개시하였으며 도메인은 youtube.com.tr로 설정되었다. 튀르키예판 유튜브는 현지 법률에서 제한하는 콘텐츠 관련 규제를 준수한다는 전제로 운영된다.
2009년 3월에는 유튜브와 영국 저작권 관리기관인 PRS 포 뮤직과의 마찰이 벌어지면서, 영국 내 유튜브 유저들을 대상으로 프리미엄 뮤직비디오 시청이 차단되는 일이 있었다. 양측의 라이센스 계약이 합의에 도달하지 못하면서 주요 음반사들이 게시한 영상을 삭제한 것인데, 2009년 9월 소강 상태에 이르면서 영상들도 원상 복구되었다. 2009년 4월에는 독일에서도 비슷한 저작권 계약 분쟁이 벌어지면서 프리미엄 뮤직비디오의 시청이 차단되는 일이 있었다.

## 같이 보기
- 가장 많이 구독된 유튜브 채널 목록
- 텔레비전의 역사